# Parque nacional de Jebel Zaghouan
El Parque Nacional de Jebel Zaghouan es un parque nacional de Túnez situado al norte de Djebel Zaghouan, en la gobernación de Zaghouan, y cuenta con una superficie de 204 km².
La encina, el pino carrasco y el algarrobo son las principales especies de la flora local, mientras que el águila real, el halcón peregrino, el alimoche, el jabalí, el chacal, la mangosta, la liebre, la lagartija y las serpientes son principales especies de la fauna.
Este parque natural está inscrito también desde la perspectiva de la preservación histórica con la presencia del templo del agua que data de la época romana.Este es un lugar de captación de los manantiales de montaña, el punto de partida del acueducto de Zaghouan que suministraba el agua a Cartago en el siglo II.